# Labanda antemialis
Labanda antemialis är en fjärilsart som beskrevs av Embrik Strand 1917. Labanda antemialis ingår i släktet Labanda och familjen trågspinnare. Inga underarter finns listade i Catalogue of Life.